# だったらdance!!
「だったらdance!!」（だったらダンス!!）は、新しい地図 join ミュージックの楽曲。2022年3月6日にワーナーミュージック・ジャパンからApple Music、Spotifyをはじめとする音楽ストリーミングや、iTunes Storeなど音楽ダウンロード配信サービスを通じてデジタル配信された。

## 解説
2021年12月23日に「NAKAMA to MEETING_vol.1.6」というNAKAMA会員限定の、配信ライブで「だったらdance!!」が初披露された。
この配信シングルは「72かのナニかの何?」と同時配信。
作詞は、ダンサーでもあるMIKEYこと牧宗孝と作曲は「SHAKE」「ダイナマイト」「BANG! BANG! バカンス!」など、SMAPの曲も多数手掛けていたコモリタミノルが手掛けた。アップテンポな楽曲のエッセンスな曲である。
“コロナ禍で大変なこと・苦しいこともあるけれど……「だったらDance!!」。体を動かし、笑顔でいい汗をかいて、心も体も健康になりましょう！”という願いのもとに作られた曲でもある。
また、「だったらdance!!」は3人のレギュラー番組『7.2 新しい別の窓』の2代目テーマソングにもなっている。

## 収録曲
1. だったらdance!! (3:06)
  - 作詞：MIKEY（東京ゲゲゲイ）／作曲・編曲：コモリタミノル
  - AbemaTV『7.2 新しい別の窓』テーマソング